# 3 Ninjas
3 Ninjas es una película de artes marciales del año 1992, dirigida por Jon Turteltaub, y protagonizada por Victor Wong, Michael Treanor, Max Elliott Slade y Chad Power. Es la única película de la serie producida y distribuida por Touchstone Pictures, mientras que las otras tres fueron distribuidas por TriStar Pictures. La trama sigue la historia de tres hermanos quienes aprendieron artes marciales de su abuelo de ascendencia japonesa, Mori Tanaka.

## Argumento
Cada año, los hermanos Samuel (Michael Treanor) de 12 años, Jeffrey (Max Elliott Slade) de 11 años, y Michael Douglas (Chad Power) de 8 años, visitan a su abuelo japonés, Mori Tanaka (Victor Wong), en su cabaña. Mori entrena a sus nietos en el arte del ninjutsu, área en la que es experto y durante años ha capacitado a los niños en sus técnicas. A medida que el verano llega a su fin, Mori le da a cada uno un nuevo nombre de "ninja", basado en su personalidad: Samuel, el mayor, quién es fuerte, sólido y mantiene la calma bajo presión como una roca recibe el nombre de "Rocky". Jeffrey, rápido y libre como el espíritu de un caballo salvaje joven es llamado "Colt", mientras que el menor, Michael, recibe el nombre de "Tum-Tum" debido a que sólo piensa en comer.
Mientras tanto, el padre de los niños, Sam Douglas (Alan McRae), es un agente del FBI que realiza una operación encubierta para atrapar al criminal Hugo Snyder (Rand Kingsley), quien está involucrado en la venta ilegal de ojivas. Sin embargo, Snyder escapa de la trampa gracias a sus secuaces ninjas. Sam logra acorralar a Snyder en el techo del edificio, pero éste termina escapando en un helicóptero. Snyder es un exsocio de Mori, y se presenta en su cabaña con el fin de hacer que Douglas, quién es esposo de la hija de Mori, deje de perseguirlo. Mori y Snyder comienzan una pelea, y éste les advierte a sus nietos que se queden en la casa. Sin embargo, los chicos ignoran las órdenes de su abuelo y acaban luchando contra varios secuaces de Snyder. Antes de irse, Snyder amenaza una vez más a la familia de Mori si él no conseguía que su yerno déjase de buscarlo. Desconcertados, los chicos regresan a casa una vez terminado el verano. Allí, su padre no está para contento al ver lo que sus hijos habían aprendido durante su visita y al oír sus nuevos nombres. Sin embargo, su madre Jessica (Margarita Franco) los apoya en su interés en las artes marciales.
Snyder crea un plan para secuestrar a los niños con el fin de utilizarlos como un apalancamiento para Douglas. Debido a que el FBI los vigila, el ayudante de Snyder, Brown (Joel Swetow), contactá a su sobrino Fester (Patrick Labyorteaux) y a sus dos amigos Hammer (J Harder) y Marcus (Race Nelson) para secuestrar a los niños. Al día siguiente, Fester y sus amigos tratan de seguir a los chicos a la escuela, pero estos terminan chocando con un auto de policía. Esa misma noche, Colt se entera de que Snyder, quien ellos creían era un amigo de Mori, era en realidad el criminal que su padre estaba buscando y comienzan a sospechar que su abuelo podría estar involucrado con éste.Los tres niños están bajo el cuidado de una niñera cuando Fester y sus amigos irrumpen en la casa bajo la excusa de un pedido de pizza falso. Los chicos se ocultan, mientras que los intrusos utilizan un dispositivo en el dormitorio de Rocky para llamar a Emily, una amiga de Rocky, y usarla como rehén. Después de arreglaserlas para derrotar al trío de rufianes y liberar a Emily y su niñera, los niños son atrapados por el guardaespaldas de Brown y Snyder, Rushmore, quién los lleva con Fester y los demás a la guarida de Snyder.
Cuando sus padres vuelven, Emily le entrega una nota a Jessica de parte de Snyder reclamando responsabilidad. Mori se ofrece colarse en su guarida para rescatar a sus nietos y no alertar a Snyder. Sin embargo, los chicos escapan de su cautiverio por su cuenta y después de una serie de peleas se reúnen con Mori. Snyder se enfrenta a Mori una vez más y lo reta a una lucha por la libertad de los chicos, pero debido a su juventud y velocidad, Snyder casi resulta demasiado para Mori, hasta que recuerda un puñado de caramelos de goma de Tum-Tum, quién se los había dado para la buena suerte, y los usa para amordazar a Snyder. Mori termina ganando la pelea. Snyder, quien se rehúsa a perder, toma una pistola de uno de sus subordinados, pero es sometido por Douglas y varios agentes. Snyder y sus hombres son arrestados, y Sam se disculpa con Mori por haberlo subestimado. Sam le dice a su compañero Jerry que complete el papeleo de los acontecimientos de esa noche por su cuenta puesto que él llevaría a su familia a comer pizza, para gran pesar de Mori, quien odia la pizza.

## Recepción
La película fue recibida en su mayoría con críticas negativas por parte de los críticos, y actualmente posee una calificación de 29% en Rotten Tomatoes, basado en 21 opiniones. Sin embargo, debutó positivamente en taquilla, y recibió el estatus de película de culto. Se han hecho tres películas más de la franquicia, 3 Ninjas Kick Back, 3 Ninjas Knuckle Up,  y 3 Ninjas: High Noon at Mega Mountain.

### Recaudación
La película recaudó un total de $ 29,000,301 millones de dólares en el país, siendo considerado un éxito de taquilla al superar su presupuesto inicial de $ 2.5 millones.

## Reparto
| Actor               | Personaje                 |
| ------------------- | ------------------------- |
| Michael Treanor     | Samuel "Rocky" Douglas    |
| Max Elliott Slade   | Jeffrey "Colt" Douglas    |
| Chad Power          | Michael "Tum-Tum" Douglas |
| Victor Wong         | Abuelo Mori Shintaro      |
| Alan McRae          | Samuel "Sam" Douglas      |
| Margarita Franco    | Jessica Douglas           |
| Rand Kingsley       | Hugo Snyder               |
| Joel Swetow         | Sr. Brown                 |
| Charles Kalani, Jr. | Rushmore                  |
| Patrick Labyorteaux | Fester                    |
| Race Nelson         | Marcus                    |
| DJ Harder           | Hammer                    |
| Clifton Powell      | Agente Kurl               |
| Baha Jackson        | Niño bravucón #1          |
| Scott Caudill       | Niño bravucón #2          |
| Kate Sargeant       | Emily                     |

## Videojuegos
- 3 ninjas sacó una serie de videojuegos llamado 3 Ninjas Kick Back (3 ninjas al rescate, en español), sacó 3 versiones Super Nintendo, Sega Mega Drive, Sega CD fue hecha la compañía Sony imagen soft-nota- nota en la versión Sega CD pudo formato de video real de Mori Shintaro como informe en el juego

- en la versión Sega Mega Drive y Super Nintendo en el modo fácil hay un sistema de contraseñas pero los personajes de la película para encontrar el password debes ir a esta página web.

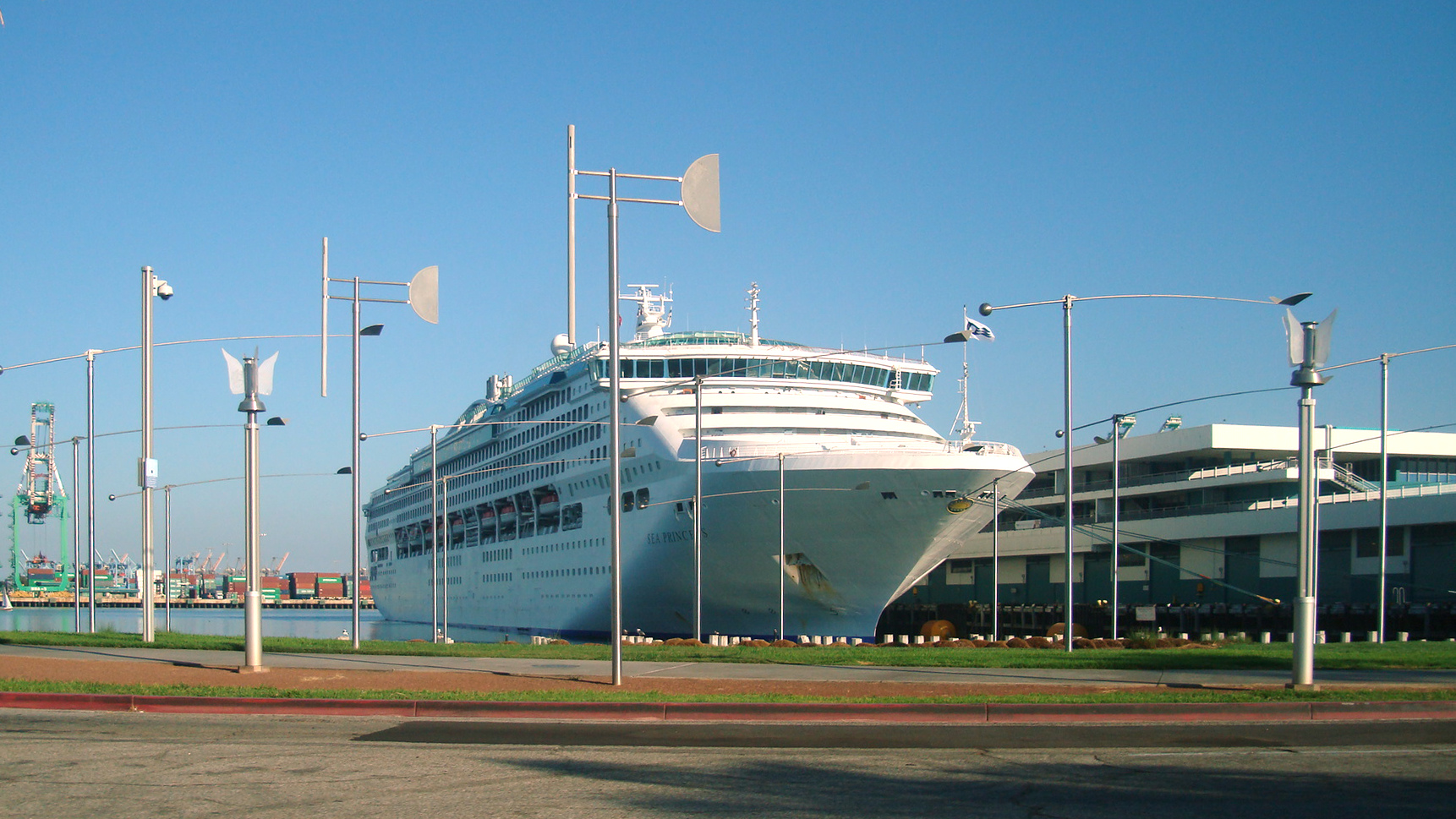
La película se filmó en San Pedro (Los Ángeles), California donde aparece el puerto.

Sea Princess San Pedro.JPG